# Terroranschlag in Wien 2020

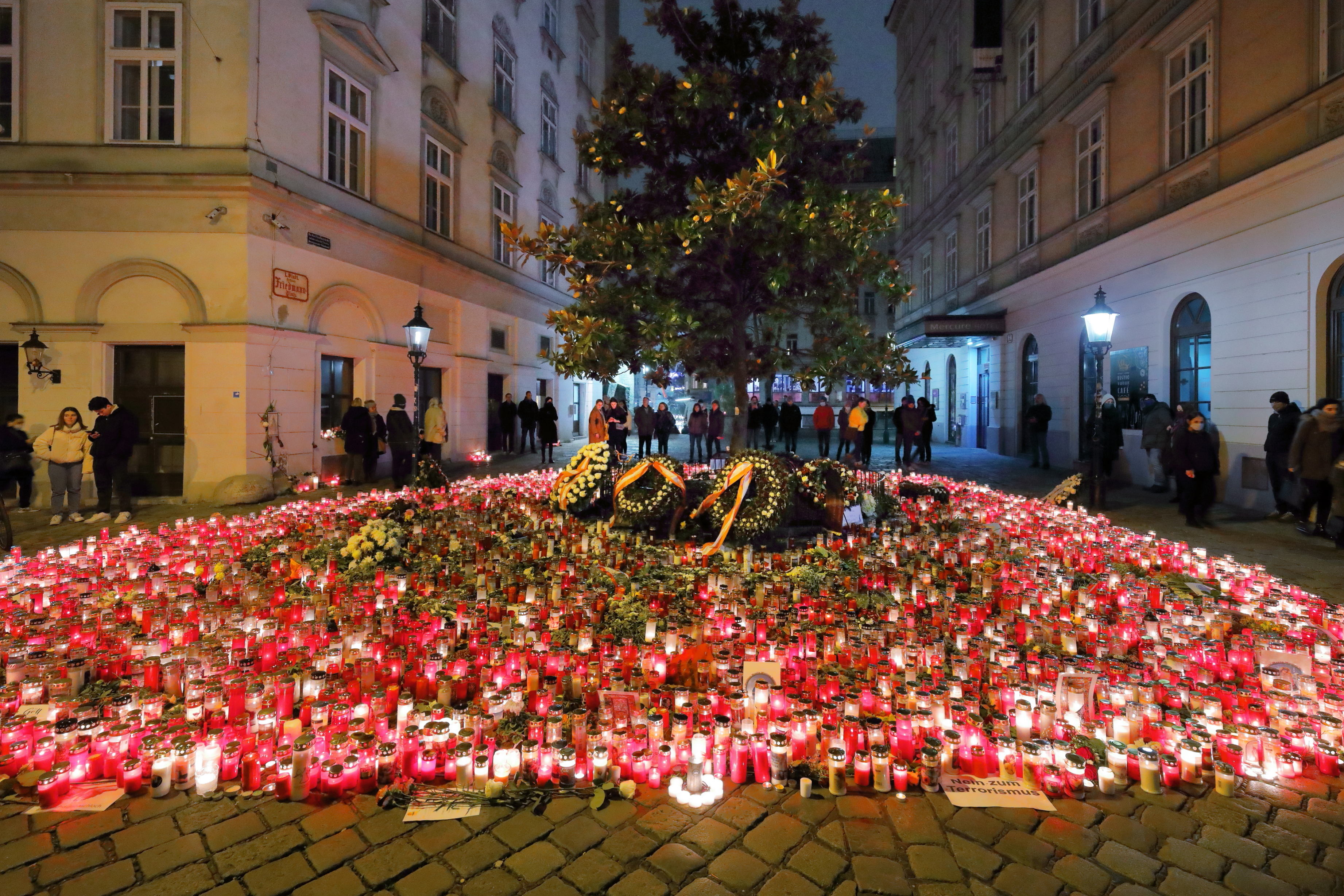
Gedenken am Desider-Friedmann-Platz, mittig mit den Kränzen der Repräsentanten der Politik und Religionen am Abend des 8. November 2020.

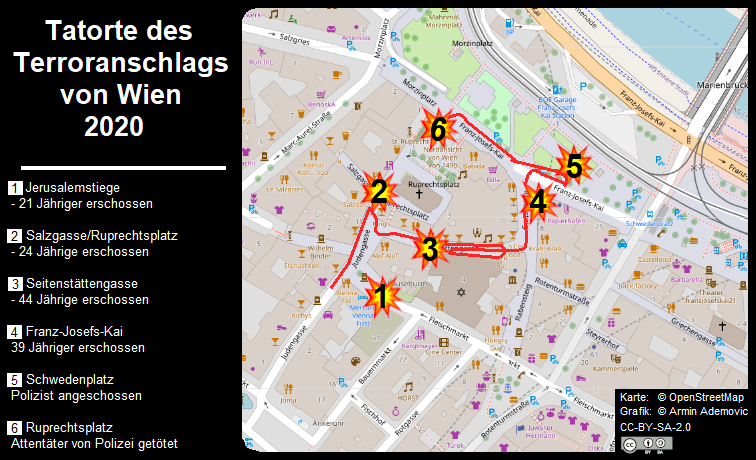
Die Tatorte des Terroranschlags

Der Terroranschlag in Wien 2020 ereignete sich am 2. November 2020. Bei dem terroristischen Amoklauf wurden vier Personen getötet und 23 weitere teils schwer verletzt. Gegen 20 Uhr Ortszeit wurden die ersten Schüsse in der Seitenstettengasse in der Innenstadt Wiens gemeldet, in der sich das sogenannte Bermudadreieck, ein belebtes Lokalviertel, befindet.
Der vermutlich einzeln handelnde Täter war der 20-jährige Kujtim Fejzulai, der in Österreich geboren wurde und dessen Eltern aus Nordmazedonien (Volksgruppe der Albaner) stammen. Er wurde von der Polizei erschossen. Er war Sympathisant der Terrororganisation „Islamischer Staat“ (IS), weshalb die Ermittler die Tat als islamistisch motiviert einstufen. Zunächst ging die Polizei von mehreren Tätern aus.

## Ermittlungen

### Tathergang und Fahndung
Der Anschlag begann kurz vor 20 Uhr, am Vorabend des landesweiten Lockdowns aufgrund der COVID-19-Pandemie, als ein in Weiß gekleideter Bewaffneter vom Friedmann-Platz aus in Richtung Fleischmarkt schoss. Durch diese Schussabgabe wurde ein 21-jähriger Österreicher tödlich verletzt. Der Täter lief anschließend in die Judengasse und schoss vermutlich wahllos auf mehrere Lokale am Ruprechtsplatz, wobei eine 24-jährige Deutsche getötet wurde. Als Nächstes begab sich der Täter in die Seitenstettengasse und schoss auf eine 44-jährige Österreicherin, die später im Krankenhaus ihren Verletzungen erlag. Im Bereich der Ecke Seitenstettengasse/Rabensteig kehrte er um und lief die Seitenstettengasse wieder zurück Richtung Judengasse, wobei er mit der Pistole neuerlich auf die 44-jährige Österreicherin schoss. In den folgenden Minuten bewegte er sich weiter auf unklaren Wegen durch die Seitenstettengasse und die umgebenden Gassen, wobei er mehrfach die Richtung wechselte. Um 20:03:21 konnte der Täter in der Seitenstettengasse vor einem Lokal erstmals von der Polizei gesichtet werden, wobei es zu einem Schusswechsel kam. An der Ecke Rabensteig/Schwedenplatz erschoss er einen 39-jährigen Österreicher, der gerade vor seinem Asiafoodlokal stand. An einer kleinen Gasse beim Franz-Josefs-Kai wurde der Mann in einen Schusswechsel mit einer Polizeistreife verwickelt, wobei ein 28-jähriger Polizist angeschossen und schwer verletzt wurde. Schließlich bewegte sich der Täter weiter in Richtung Morzinplatz und von dort aus wieder zum Ruprechtsplatz, wo er um 20:09 Uhr, neun Minuten nach Auslösung des Terroralarms, von Beamten der Sondereinheit WEGA durch einen tödlichen Schuss gestoppt werden konnte. Insgesamt hatte der Täter im Laufe des rund neunminütigen Anschlags 17 Menschen angeschossen. 10 weitere Personen verletzten sich auf der Flucht oder durch Splitter. Gemäß dem Wiener Bürgermeister Michael Ludwig (SPÖ) ist „wahllos auf Personen in den Lokalen“ geschossen worden, insbesondere auf draußen sitzende Gäste.
Zu diesem Zeitpunkt wurde von mehreren Tätern ausgegangen, die sich noch auf der Flucht befänden. Der Entschärfungsdienst des BMI wurde angefordert, weil vermutet wurde, dass der getötete Täter mit einem Sprengstoffgürtel ausgerüstet sei. Der vermeintliche Sprengstoffgürtel stellte sich als Attrappe heraus.
Direkt nach der Tat wurden die Seitenstettengasse, der Graben, der Fleischmarkt, der Bauernmarkt, Salzgries und der Morzinplatz als Tatorte behandelt. Im Laufe des Abends weiteten die Sicherheitskräfte die Fahndung im weiteren Stadtgebiet von Wien aus. Innerhalb Wiens wurden nach Angaben des Generaldirektors für die öffentliche Sicherheit Franz Ruf Straßensperren errichtet.
Die österreichische Bundesregierung teilte gegen 22 Uhr mit, es sei nun wichtig, alle verfügbaren Kräfte in Bereitschaft zu bringen, um die Durchhaltefähigkeit der Exekutive sicherzustellen; die Bundesregierung habe daher mit sofortiger Wirkung die notwendigen Kräfte des Österreichischen Bundesheers aktiviert. Das Bundesheer übernahm den Schutz wichtiger Objekte, um die Polizei zu entlasten. Zusätzliche Kontrollen an der nahen Grenze zu Tschechien wurden durch die tschechischen Behörden veranlasst.
Am 3. November 2020 wurde bekannt, dass es sich vermutlich um einen Einzeltäter gehandelt hatte. Die Beteiligung weiterer flüchtiger Attentäter konnte jedoch nicht ausgeschlossen werden.
Der Anschlag ereignete sich wenige Tage nach dem islamistischen Anschlag in Nizza und steht damit ebenfalls im zeitlichen Zusammenhang mit dem Konflikt um die Mohammed-Karikaturen. Ein direkter Zusammenhang wurde allerdings nicht nachgewiesen.

### Polizeieinsatz
Der Generaldirektor für die öffentliche Sicherheit, Franz Ruf, gab in einer Pressekonferenz bekannt, dass der erste Notruf um 20:00 Uhr bei der Polizei eingegangen sei. Die erste Schussabgabe durch Streifenpolizisten sei bereits um 20:03 Uhr erfolgt. Die Polizisten hätten entsprechend der für solche Lagen vorgesehenen Strategie gehandelt, den Täter unmittelbar zu bekämpfen, um seine Bewegungsfreiheit einzuschränken. Im Laufe des ersten Schusswechsels, im Bereich der Seitenstettengasse Richtung Schwedenplatz, sei ein 28-jähriger Wiener Polizist am Oberschenkel angeschossen und schwer verletzt worden. Nach dem Eintreffen weiterer Polizeikräfte, darunter Beamten der Sondereinheit WEGA, habe es an unterschiedlichen Örtlichkeiten insgesamt noch fünf weitere Feuergefechte gegeben, ehe der Täter im Bereich der Ruprechtskirche tödlich getroffen worden sei. Ein Projektil sei unterhalb seines linken Schulterblattes eingedrungen, habe sich geteilt und den linken Lungenflügel sowie das Rückgrat verletzt. Da der Täter augenscheinlich einen Sprengstoffgürtel trug, wurde der Entschärfungsdienst angefordert, der mit einem Entschärfungsmanipulator-Roboter Gegenstände des am Boden Liegenden abnahm und röntgte. Dabei wurde auch schon ein Gesichtsbild des Täters gemacht, das half, ihn rasch per Augenschein zu identifizieren. Der Sprengstoffgürtel stellte sich als eine Attrappe heraus. Der Tote wurde erkennungsdienstlich behandelt, also auch seine Fingerabdrücke abgenommen, und bis Mitternacht, also 4 Stunden nach seiner Tötung, zuverlässig identifiziert. Anschließend wurde die Wohnung des Täters in Wien aufgesprengt und durchsucht. Bei dem Anschlag hatten sieben Polizisten ihre Dienstwaffen benutzt.
In der Zwischenzeit war die gesamte Innenstadt abgeriegelt, der öffentliche Verkehr eingestellt sowie der Luftraum gesperrt worden. Die Flugpolizei entsandte drei mit Nachtsichttechnik ausgestattete Hubschrauber der Flugeinsatzstellen (FEST) Wien, Salzburg und Klagenfurt, welche die ganze Nacht über in Wien im Einsatz waren. Die Einsätze wurden von der FEST Meidling aus geflogen. Insgesamt befanden sich rund 1000 Beamte im Einsatz, darunter 250 von Cobra und WEGA. Laut Karl Nehammer im Juni 2021 bei der symbolischen Übergabe des Vorsitzes vom Atlas-Verbund standen Spezialeinheiten aus Deutschland, Tschechien, Slowakei und Ungarn zur grenzüberschreitenden Unterstützung bereit, die aber nicht abgerufen werden mussten.
Laut Austria Presse Agentur hätten am 3. November 2020 um 03:00 Uhr Razzien in der österreichischen Islamistenszene in Wien, Niederösterreich und Oberösterreich unter Einbeziehung zahlreicher Beamter von Spezialeinheiten wie WEGA, Cobra und EGS stattfinden sollen, die sich bereits am Vorabend auf den Einsatz vorbereitet hätten. Dies sei eine Erklärung für das rasche Einschreiten dieser Spezialkräfte in der Innenstadt zum Zeitpunkt des Anschlags. Vermutungen, wonach die Aktion verraten worden sein könnte und der Täter daraufhin seinen Tatplan umgesetzt habe, konnten nicht bestätigt werden. FPÖ-Klubobmann Herbert Kickl richtete diesbezüglich jedoch am 4. November 2020 eine parlamentarische Anfrage an den Innenminister.

### Täter
Innenminister Karl Nehammer gab bei einer Pressekonferenz am 3. November bekannt, dass es sich bei dem erschossenen Täter um einen 20-jährigen Sympathisanten des sogenannten „Islamischen Staates“ (IS) handelt. Der Mann wurde am 24. Juni 2000 in Mödling (Niederösterreich) geboren und wuchs dort auf. Seine Eltern gehörten zur albanischen Minderheit in Nordmazedonien, weshalb er neben der österreichischen auch die nordmazedonische Staatsbürgerschaft hatte. Er besuchte jeweils vier Jahre die Volksschule und Hauptschule in Wien, danach ein Jahr lang eine Fachmittelschule und im Anschluss zwei Jahre eine HTL. Zum Zeitpunkt des Anschlags wohnte er bei seinen Eltern in Wien.
Er war dem Verfassungsschutz bekannt, da er einer von rund 90 österreichischen Islamisten war, die nach Syrien ausreisen wollten. Im Februar 2020 wurde ihm der Reisepass entzogen, seine Bemühungen, ersatzweise an einen Personalausweis zu kommen, blieben erfolglos. Eine im Oktober erfolgte Warnung des Verfassungsschutzes durch die slowakische Polizei (der Täter hatte mit einem Begleiter versucht, in der Slowakei AK-47-Munition zu kaufen) blieb folgenlos.
Am Morgen des Tattages hatte der Täter verschiedene Bilder auf Instagram gepostet, die unter anderem ein Treuegelöbnis zum Anführer des IS Abu Ibrahim al-Haschimi al-Quraischi beinhalten sowie ihn mit den späteren Tatwaffen zeigen. Auf Videoaufnahmen mehrerer Überwachungskameras und Augenzeugen ist ein Täter zu sehen, der bis auf den Kopf in ein weißes Gewand gekleidet ist. Er trug eine schwarze Kopfbedeckung, mehrere Ausrüstungstaschen sowie eine Langwaffe am Körper. Außerdem hatte er eine Sprengstoffgürtel-Attrappe umgelegt. Wie sich später herausstellte, war er mit einem Sturmgewehr, einer Faustfeuerwaffe und einer Machete bewaffnet.
Im Umfeld des Täters fanden am Morgen des 3. November Hausdurchsuchungen statt, wobei es zu mehreren Festnahmen kam. Seine Wohnung wurde bereits in der Tatnacht durchsucht. Die Tat ereignete sich nahe der Ruprechtskirche (der Täter hatte erfolglos versucht in die Kirche, in der eine Feierlichkeit stattfand, zu gelangen) und der Wiener Hauptsynagoge (in der sich zu dem Zeitpunkt keine Menschen aufgehalten haben). Der behauptete Vorfall vor der Ruprechtskirche wurde weder von der Polizei noch vom Innenministerium bestätigt.
Ende 2016 war er nach eigenen Aussagen in die „falsche Moschee“ geraten, wie er später vor Gericht sagte. Seine Leistungen in der Schule wurden laut Medienberichten schlechter und Streit mit der Mutter gab es immer öfter.
Am 22. August 2018 wollte er nach Afghanistan ausreisen, wurde jedoch aufgrund eines fehlenden Visums zurückgewiesen. Am 1. September 2018 reiste er in die Türkei und wollte von dort aus weiter nach Syrien, wurde jedoch von den türkischen Behörden verhaftet und in Schubhaft genommen. Am 10. Januar 2019 wurde er per Flugzeug nach Österreich überstellt und dort noch am Flughafen von den Sicherheitsbehörden festgenommen. Nach Ermittlungen des Verfassungsschutzes und Anklageerhebung durch die Staatsanwaltschaft, wurde Kujtim F. am 25. April 2019 wegen Mitgliedschaft in einer kriminellen Organisation (§ 278a StGB) und Mitgliedschaft in einer terroristischen Vereinigung (§ 278b StGB) zu 22 Monaten Haft verurteilt. Dieses Urteil wurde durch das Oberlandesgericht Wien mit Rechtsmittelentscheidung vom 12. Juli 2019 bestätigt. Als junger Erwachsener fiel er unter die Privilegien des Jugendgerichtsgesetzes (JGG). Im Prozess gab der Täter an, dass er sich in Österreich nicht benachteiligt gefühlt, sondern sich vom IS ein besseres Leben erwartet habe. Er gab auch an, er habe den Idealen des IS mittlerweile abgeschworen.
Gesetzlich gibt es die Möglichkeit, einen Straftäter nach zwei Dritteln der Haftzeit vorzeitig mit drei Jahren Probezeit bedingt zu entlassen, wenn die gesetzlichen Voraussetzungen dafür vorliegen. Auf Basis einer günstigen Sozialprognose eines Gutachters wurde von dieser Möglichkeit Gebrauch gemacht und der Täter am 5. Dezember 2019 vorzeitig entlassen. Das Landesamt für Verfassungsschutz und Terrorismusbekämpfung wurde über die vorzeitige Entlassung informiert. Der Täter erhielt die Auflage, an einem Deradikalisierungsprogramm des Vereins Derad teilzunehmen, der als NGO im Auftrag des Justizministeriums für die Betreuung von Inhaftierten im Bereich der Extremismus-Prävention sowie für die Nachbetreuung von einschlägig verurteilten Personen zuständig ist. Zudem musste er regelmäßig Kontakt mit dem Verein Neustart halten, der sich unter anderem für Bewährungshilfe und Konfliktregelung einsetzt. Laut dem Generaldirektor für die Öffentliche Sicherheit Franz Ruf sei es dem Attentäter offenbar gelungen, die Deradikalisierungsexperten zu täuschen, bei seinem letzten Termin im Verein Derad Ende Oktober soll der 20-Jährige ausdrücklich die jüngsten Terroranschläge in Frankreich verurteilt haben. Derad widersprach der Aussage, der Täter habe als deradikalisiert gegolten, denn das Gericht hat in seinem Entlassungsbeschluss die Notwendigkeit für dreijährige Bewährungsauflagen attestiert. Auch sein Derad-Betreuer habe den Terroristen nie als deradikalisiert dargestellt. Eine 100-prozentige Sicherheit könne es nie geben. Der Verein plädierte für eine bessere Zusammenarbeit mit dem Verfassungsschutz, denn Gerichte und Derad haben nicht die Möglichkeiten, die der Verfassungsschutz hat, wie z. B. Personen zu überwachen oder Telefone abzuhören. Vor 2018 habe es einen Austausch zwischen Derad und der BVT-Präventionsabteilung gegeben, wodurch Straftaten in der Vergangenheit hätten verhindert werden können.

### Fehler der österreichischen Sicherheitsbehörden und politische Diskussion
Innenminister Nehammer (ÖVP) verortete am Tag nach dem Anschlag den Hauptfehler bei der Justiz unter Leitung von Ministerin Alma Zadić (Die Grünen), weil der Attentäter vorzeitig aus der Haft entlassen worden war, und mahnte ein, dass die Kommunikation zwischen den Justizbehörden und dem Bundesamt für Verfassungsschutz und Terrorismusbekämpfung (BVT) sowie dem Landesamt für Verfassungsschutz und Terrorismusbekämpfung (LVT) zu verbessern sei. Justizministerin Alma Zadić verteidigte die vorzeitige Haftentlassung, da grundsätzlich bedingte Entlassungen nach zwei Dritteln der Haftzeit mit einer Probezeit von drei Jahren und begleitender Behandlung, Betreuung und laufender Kontrolle üblich seien, wenn die Voraussetzungen vorlägen. Damit könne über die Haftzeit hinaus auf den Täter eingewirkt werden. Bei voller Abbüßung der Haftstrafe bis Juli 2020 hätte es keine Möglichkeit für solchen Einfluss auf den Täter mehr gegeben. Außerdem sei das LVT über die Entlassung informiert worden.
Wie eine Sprecherin der slowakischen Polizei am 4. November gegenüber dem Nachrichtensender TA3 erklärte, hatten verdächtige Personen, darunter der spätere Täter, im Sommer 2020 versucht, in der Slowakei Munition zu kaufen. Diese Information wurde damals umgehend an das österreichische BVT weitergegeben. Am selben Tag erklärte Nehammer in einer Pressekonferenz, dass im BVT dann „in der Kommunikation etwas schiefgegangen“ sei. Er kündigte die Einrichtung einer unabhängigen Untersuchungskommission durch Innen- und Justizministerium an, um die Vorgänge zu untersuchen.
Bei einer Informationsveranstaltung des Bundeskanzlers, am 3. November, wurde erklärt, dass der Attentäter nicht unter Beobachtung gestanden habe. Herbert Kickl (FPÖ), Innenminister in der ÖVP-FPÖ-Koalitionsregierung (2017–2019), befragte dort Franz Ruf, ob der Täter doch unter Beobachtung des Verfassungsschutzes stand und ob es Vorbereitungen für „polizeiliche Aktionen“ (Razzien) gegeben hat. Dieser antwortete lediglich damit, dass der Attentäter bekannt war. In einer Pressekonferenz am 4. November zweifelte Kickl an, dass es keine Beobachtung und keine geplanten Razzien gegeben habe, dass Nehammer die Bevölkerung mit Halb- und Fehlinformationen dazu täuschen würde, dass der Anschlag hätte verhindert werden können, und stellte die Frage in den Raum, ob der Täter von geplanten Razzien in der Islamisten-Szene vorweg erfahren hatte und deswegen der Anschlag stattgefunden hat. Kickl und die FPÖ sahen die politische Verantwortung dafür, dass der Täter den Anschlag verüben konnte, bei Nehammer und forderten wiederholt seinen Rücktritt. FPÖ-Generalsekretär Michael Schnedlitz erstattete am 7. November bei der Wirtschafts- und Korruptionsstaatsanwaltschaft eine gegen unbekannte Täter innerhalb der Ermittlungsbehörden gerichtete Anzeige wegen des Verdachts des Amtsmissbrauchs.
Im Verlauf der Woche nach dem Anschlag wurde durch Medienberichte auch bekannt, dass der Täter in den Monaten nach der Haftentlassung im Dezember 2019 Kontakt zu polizeibekannten Männern aus Deutschland hatte, die unter anderem bei einem Wien-Besuch bei ihm übernachteten, worüber das Wiener LVT das deutsche Bundesamt für Verfassungsschutz (BfV) in Kenntnis setzte. Warum er daraufhin nicht observiert und auch das Kremser Vollzugsgericht nicht informiert wurde, von dem seine bedingte Haftentlassung hätte widerrufen werden können, ist nicht bekannt. Ein Rechercheverbund von Süddeutscher Zeitung, WDR, NDR und der Wiener Wochenzeitung Falter informierte das Innenministerium am 6. November über diese Rechercheergebnisse. Am selben Tag wurde der Präsident des LVT Wien, Erich Zwettler, von seiner Position abgezogen.
Der deutsche Extremismusforscher Peter R. Neumann wies darauf hin, dass mittlerweile schon drei kurz zuvor aus der Haft entlassene Dschihadisten zu Terroristen geworden sind. Neben Kujtim F. waren das zuvor schon Attentäter in Dresden und in London. In den Gefängnissen in Frankreich, Deutschland, Österreich etc. säßen noch Hunderte Islamisten, bei deren Verurteilung man froh gewesen sei, sie weggesperrt zu haben, auf deren baldige Entlassung sich aber kaum ein Staat vorbereitet habe. Um zu verhindern, dass diese Terroranschläge begehen, wären umfassende Präventionsprogramme vom ersten Tag der Haft an nötig gewesen und bei akuter Gewaltgefahr auch die Möglichkeit der Sicherheitsverwahrung (in Österreich: Maßnahmenvollzug).

### Ermittlungen im Umfeld des Täters
Am 5. November 2020 gab Franz Ruf in einer Pressekonferenz bekannt, dass es im Zusammenhang mit dem Anschlag in Österreich aufgrund des Verdachts der Beitragstäterschaft zu 18 Hausdurchsuchungen und 15 Festnahmen gekommen sei. Sieben der Festgenommenen waren vorbestraft, vier davon aufgrund terroristischer Straftaten sowie zwei wegen versuchten Ehrenmordes. Gegen acht der Festgenommenen wurde Untersuchungshaft verhängt. Am 8. November 2020 wurden zwei weitere Männer im Zusammenhang mit dem Anschlag in Untersuchungshaft genommen.
Die Schweizer Polizei nahm am Tag nach dem Anschlag zwei Männer in Winterthur fest. Sie sollen Kontakt mit dem Wiener Attentäter gehabt und diesen auch getroffen haben.
Am 6. November 2020 kam es auch in Deutschland im Zusammenhang mit dem Anschlag in Wien zu Hausdurchsuchungen in Osnabrück, Kassel, dem Kreis Pinneberg und Bremen. Im Visier der Ermittler standen fünf Männer im Alter zwischen 18 und 25 Jahren, die der Islamistenszene zugerechnet werden und direkt oder indirekt Verbindungen zu dem österreichischen Attentäter gehabt haben sollen. Bei den Durchsuchungen ging es laut Bundesanwaltschaft und Bundeskriminalamt um die Sicherstellung möglicher Beweismittel. Es seien hauptsächlich Kommunikationsmittel beschlagnahmt worden, die nun ausgewertet werden müssten.
Zwei der Männer sollen sich im Juli 2020 in Wien mehrfach mit dem späteren Täter getroffen haben. Zwei weitere sollen über das Internet Kontakt zu dem Attentäter oder zu Kontaktpersonen des Mannes gehabt haben. Ein 18-Jähriger aus Bremen habe zwar keinen direkten Kontakt zum Täter gehabt, sei jedoch in Verbindung mit den anderen vier Personen gestanden. Zudem wurde bekannt, dass einer der Genannten einschlägig vorbestraft und 2018 wegen der versuchten Ausreise nach Syrien verurteilt worden war.
Am 7. November 2020 gab die Polizei Lüneburg bekannt, dass eine Person aus der Islamistenszene nach Hinweisen auf unmittelbar bevorstehende schwere Straftaten festgenommen worden sei. Der Verdächtige wurde nach richterlichem Beschluss in Langzeitgewahrsam genommen. Ob die Festnahme im Zusammenhang mit dem Anschlag in Wien stand, konnte nicht bestätigt werden.
Im Jahr 2021 erfolgten weitere Festnahmen von mutmaßlichen Komplizen. So wurden ein Afghane, ein Tschetschene und ein gebürtiger Ägypter in Haft genommen.
Im Februar 2023 wurden zwei Helfer zu lebenslanger Freiheitsstrafe und zwei weitere, die zur Tatzeit noch nicht 21 Jahre alt waren, zu 19 bzw. 20 Jahren Freiheitsstrafe verurteilt.

### Tatwaffen
Bei dem Anschlag verwendete der Täter ein Sturmgewehr des Typs Zastava M70, das im ehemaligen Jugoslawien hergestellt wurde, auf der Technik des Kalaschnikow-Sturmgewehrs AK-47 basiert und über das gleiche Kaliber von 7,62 × 39 mm verfügt. Aufgrund der optischen Ähnlichkeit wurde die Waffe daher in ersten Medienverlautbarungen als „Kalaschnikow“ oder „AK-47“ bezeichnet. Weiters verwendete der Täter eine Pistole, vermutlich des Typs Zastava M57, und trug auch eine Machete bei sich. Am 8. November 2020 veröffentlichte die Polizei Fotos der Tatwaffen.

### Opfer
Bei dem Anschlag wurden vier Menschen getötet und 23 verletzt.
Eine 24-jährige deutsche Staatsangehörige, die an der Wiener Universität für angewandte Kunst studierte, wurde vor einem Lokal auf dem Ruprechtsplatz erschossen, wo sie nebenbei als Kellnerin arbeitete. An der Ecke Fleischmarkt/Bauernmarkt erschoss der Täter einen 21-jährigen Korneuburger mit nordmazedonischen Wurzeln sowie am Schwedenplatz einen 39-jährigen österreichischen Restaurantbesitzer chinesischer Abstammung, der die Eingangstür seines Restaurants abschließen wollte. Der 20-jährige Täter wurde schließlich von Beamten der WEGA in der Nähe der Ruprechtskirche erschossen. Weiters erlag eine 44-jährige Österreicherin in der Klinik Ottakring ihren Verletzungen. Die Frau war in der Seitenstettengasse angeschossen worden. Ihr Arbeitsplatz hatte sich in Tatortnähe befunden.
23 Personen wurden verletzt, darunter sieben Frauen. Unter den weiblichen Verletzten befanden sich drei Österreicherinnen, eine schweizerisch-deutsche Doppelstaatsbürgerin, eine Bosnierin, eine Slowakin und eine Chinesin sowie unter den Männern zehn Österreicher, ein Luxemburger, ein Afghane, ein Slowake und drei Deutsche. 13 der Verletzten wiesen Schusswunden auf.

### Untersuchungskommission
Durch das Innen- und Justizministerium wurde eine Untersuchungskommission unter der Leitung der Strafrechtsprofessorin Ingeborg Zerbes eingerichtet. Im Dezember 2020 wurde ein Zwischenbericht an die jeweiligen Ministerien übermittelt. Im Februar 2021 wurde schließlich die Endfassung des Berichts veröffentlicht. Dabei stelle die Kommission erhebliche Mängel in der Arbeit des Verfassungsschutzes fest. Ein Bedarf an gesetzlichen Verschärfungen wurde als nicht notwendig eingestuft. Zerbes sprach jedoch auch davon, dass die Kommission nicht ungehindert arbeiten durfte.

## Moscheenschließung
In Wien wurden zwei radikalislamische Moscheen geschlossen, in denen der Täter verkehrte und die zu seiner Radikalisierung beigetragen haben sollen. Dabei handelt es sich um die nicht der IGGÖ unterstehende Melit-Ibrahim-Moschee in Ottakring und die seit 2016 als Folge des Islamgesetzes bei der IGGÖ registrierten Tewhid-Moschee in Meidling. Der Tewhid-Moschee wurde im November 2020 die Rechtspersönlichkeit durch die IGGÖ entzogen, dagegen brachte die Tewhid-Moschee eine erfolgreiche Beschwerde ein. Zudem brachte die Tewhid-Moschee eine erfolgreiche Beschwerde gegen die Vereinsauflösung bei der Vereinspolizei ein. Die Vereinspolizei stellte fest, dass der Attentäter keine Funktion in der Moschee hatte und keine Beweise vorliegen, dass in der Moschee extremistische Aussagen getätigt wurden. Im Februar 2024 löste die IGGÖ die Tewhid-Moschee schließlich als offizielles Gebetshaus auf. Grund dafür war, dass die Moschee den Austausch ihres Imams und eine transparente Gemeindearbeit verweigerte.

## Razzien in Justizanstalten
In den österreichischen Justizanstalten kam es am 7. November 2020 zu einer Überprüfung von 229 Insassen, die wegen Terrorismusdelikten inhaftiert sind, Radikalisierungstendenzen oder sonstige Auffälligkeiten zeigten. Weiters wurden 168 Hafträume durchsucht. Zwölf Justizanstalten meldeten Funde, die einer eingehenden Prüfung unterzogen werden. Es handle sich dabei größtenteils um Schriftstücke, die auf allfällige extremistische Hintergründe überprüft werden.

## Medienberichterstattung

### Programmänderung des ORF
Der Österreichische Rundfunk unterbrach das reguläre Hauptabendprogramm ab 21:00 Uhr und sendete bis 2:38 Uhr eine ZIB Spezial mit Armin Wolf beziehungsweise ab 23:15 Uhr mit Tarek Leitner.

### Soziale Medien und Falschmeldungen
Schnell kursierten Gerüchte und erste Videos auf sämtlichen Social-Media-Plattformen, die aber von der Polizei nicht bestätigt werden konnten. Einige Gerüchte stellten sich bald schon als falsch heraus, wie beispielsweise eine angebliche Geiselnahme in einem Restaurant in der Mariahilfer Straße. Kritisiert wurde später auch Falter-Chefredakteur Florian Klenk, der aus der Redaktion berichtete, die sich in unmittelbarer Nähe des Geschehens befindet, dafür, in einem ORF-Interview und auf Twitter ebenfalls über diese vermeintliche Geiselnahme geschrieben bzw. gesprochen zu haben. Er erklärte, die Nachricht habe er von einem Polizisten erhalten und löschte sie, sobald klar war, dass es eine Falschmeldung war.
Andere Handyvideos zeigten, wie Menschen angeschossen oder teils erschossen wurden. Später nahm Facebook einige dieser Beiträge wieder vom Netz. Die Behörden baten mehrmals darum, keine Bilder oder Videos von den Tätern oder der Tat über soziale Medien zu verbreiten, sondern bei der Landespolizeidirektion auf einen Server hochzuladen oder per Mailanhang zu senden. Auf diese Weise kamen rund 24.000 Videos zusammen, die von Experten zur genauen Rekonstruktion des Tathergangs ausgewertet wurden.

### Boulevardmedien
Der Boulevard-Privatsender oe24.TV strahlte, während von der Polizei noch nach weiteren Tätern gesucht wurde, mehrere Augenzeugen-Videos sowie Aufnahmen von Verletzten aus. Am Tatabend gingen rund 700 Beschwerden beim Österreichischen Presserat gegen oe24.TV und die Kronen Zeitung ein, da auf der Website dieser Medien die besagten Videos abgespielt werden konnten, die zeigen, wie auf Menschen geschossen wird. Einige Unternehmen stoppten als Konsequenz ihre Werbeeinschaltungen in diesen beiden Medien. Nach zwei Tagen lag die Zahl bei 1.450 Beschwerden.
Am 16. Dezember 2021 verurteilte die Kommunikationsbehörde Austria oe24 und ServusTV. Die Behörde habe „Verstöße gegen die Bestimmungen zur Achtung der Menschenwürde und zur Wahrung der Sorgfaltspflichten nach dem Audiovisuellen Mediendienste-Gesetz festgestellt“. In beiden Sendern wurden „unter anderem tödliche Schüsse auf einen Passanten, Bilder eines angeschossenen Polizisten, schwer und schwerst verletzte Personen, von denen eine später verstarb, und schließlich die Leiche des Attentäters in einer die Menschenwürde dieser Personen nicht achtenden Form gezeigt“. Im März 2024 hob der Verfassungsgerichtshof die Entscheidung der Kommunikationsbehörde auf und gab ServusTV recht, da die Berichterstattung zulässig war.

### Genauer Bericht der Exekutive
Am 8. November 2020 erschien auf orf.at ein detaillierter Bericht aus Sicht der Exekutive.
Demnach ging der erste Notruf „Schüsse in der Seitenstettengasse“ um 20:00:48 Uhr ein. Bis 21:00 Uhr folgten noch 539 Notrufe, während es am Vortag in diesem Zeitraum nur 104 waren.
Um 20:09:42 Uhr wurde die interne Meldung erhalten: „Anhaltung eines Täters mit STG 77“, also das Zubodenbringen durch Beschuss.
Rund 150 Polizisten hatten sich am Montagabend selbst in den Dienst gestellt, waren daher typisch in Zivil. Rund 1.000 waren insgesamt im Einsatz. Um 20:47:49 Uhr erfolgte der Funkspruch, Polizisten in Zivil sollten eine gelbe Warnweste anlegen, um Falschmeldungen über weitere Terroristen zu reduzieren.
24.000 Videos erhielt die Polizei von Augenzeugen.

## Nachwirkungen

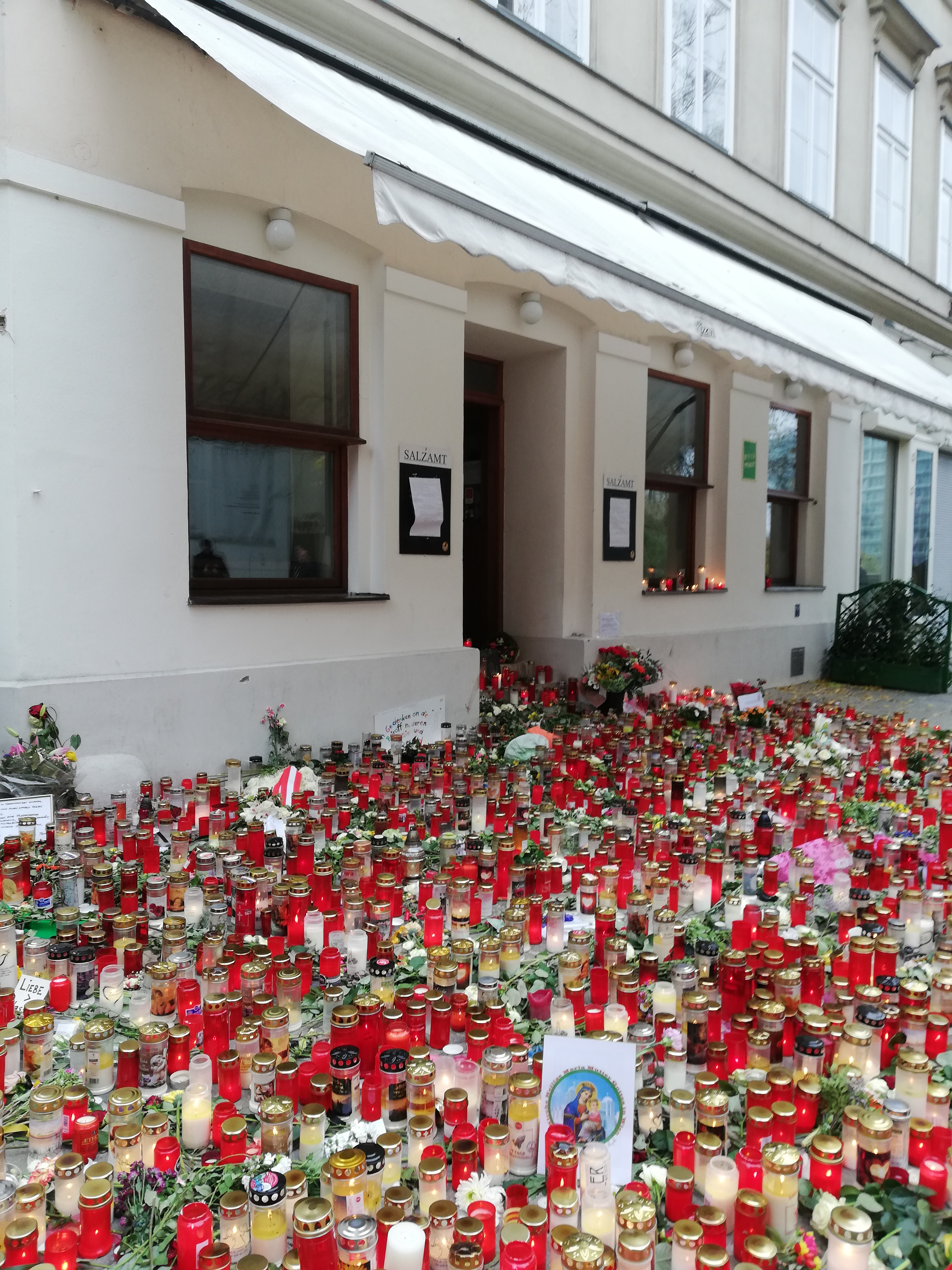
Gedenken nach der Tat am Ruprechtsplatz

### Reaktionen
Bundeskanzler Sebastian Kurz (ÖVP) sagte in einer Rede an die Bevölkerung am Tag nach der Tat, dass der Anschlag „aus Hass auf unsere Grundwerte, unser Lebensmodell und unsere Demokratie begangen wurde“. Kurz bekräftigte weiter, dass „wir es nicht zulassen, dass der islamistische Extremismus unsere Gesellschaft spaltet.“ „Unsere Feinde sind niemals alle Angehörigen einer Religionsgemeinschaft, sind niemals alle Menschen die aus einem bestimmten Land kommen, die Feinde sind Extremisten und Terroristen“, so Kurz weiter.
Der Präsident der Islamischen Glaubensgemeinschaft in Österreich (IGGÖ) verurteilte die Tat als feige und abscheulich. Er drückte das Mitgefühl der IGGÖ für die Opfer aus und erzählte, dass er sofort nach dem Anschlag den Wiener Gemeinderabbiner der Israelitischen Kultusgemeinde Wien angerufen habe. Der Präsident betonte zudem, dass der Attentäter kein Mitglied der IGGÖ war. In der folgenden Freitagspredigt am 6. November gedachten rund 350 Moscheen den Opfern des Anschlags. Muslime sei es ein Anliegen den Missbrauch ihrer Religion und die Verbreitung von Gewalt und Terror zu verurteilen. In weiterer Folge verweigerte der islamische Friedhof in Wien dem Attentäter das Begräbnis: „Er ist ein Mörder, der unschuldige Menschen getötet hat und damit den ganzen Muslimen geschadet hat.“ Auch der islamische Friedhof in Vorarlberg verweigerte das Begräbnis.
Der Bezirksvorsteher der Inneren Stadt, Markus Figl, sprach den Einsatzkräften, „die Außergewöhnliches leisten“, seinen ausdrücklichen Dank für ihren Einsatz aus. Figl war gemeinsam mit Bezirksräten der Inneren Stadt im Alten Rathaus in unmittelbarer Nähe zum Ruprechtsplatz, als sich die Tat ereignete.
Europäische Politiker zeigten sich schockiert und erklärten sich solidarisch. Der französische Präsident Emmanuel Macron twitterte auf Deutsch: „Wir, Franzosen, teilen den Schock und die Trauer der Österreicher nach einer[sic] Angriff in Wien. Dies ist unser Europa. Unsere Feinde müssen wissen, mit wem sie es zu tun haben. Wir werden nichts[sic] nachgeben.“ Die deutsche Bundeskanzlerin Angela Merkel teilte mit: „Der islamistische Terror ist unser gemeinsamer Feind. Der Kampf gegen diese Mörder und ihre Anstifter ist unser gemeinsamer Kampf.“
Der Präsident des Europäischen Parlaments David Sassoli schrieb, mit Traurigkeit und Grauen verfolge Europa die Nachrichten. Der gesamte Kontinent stehe zusammen gegen Gewalt und Hass. Die Regierungschefs Spaniens Pedro Sánchez, Italiens Giuseppe Conte und der Niederlande Mark Rutte äußerten ihre Solidarität und Verbundenheit zum österreichischen Volk. Der niederländische Außenminister Stef Blok entzündete anlässlich seines Wien-Besuchs am 5. November gemeinsam mit der österreichischen Europaministerin Karoline Edtstadler Kerzen am Tatort.
Die Türkei veröffentlichte eine Erklärung, in der es heißt: „Wir verurteilen diesen Angriff aufs Schärfste und sprechen den Familien derjenigen, die ihr Leben verloren haben, unser Beileid aus. Als Land, das seit Jahrzehnten gegen alle Arten von Terrorismus kämpft, steht die Türkei in Solidarität mit dem österreichischen Volk.“
Am 11. November 2020 stellte die österreichische Regierung verschärfte Antiterrormaßnahmen vor: Künftig sollen wegen Terrorismus Vorbestrafte nach Ende ihrer Haftstrafe in den sogenannten Maßnahmenvollzug kommen – außer, sie haben sich glaubwürdig von radikalen Ideen gelöst.

### Staatstrauer

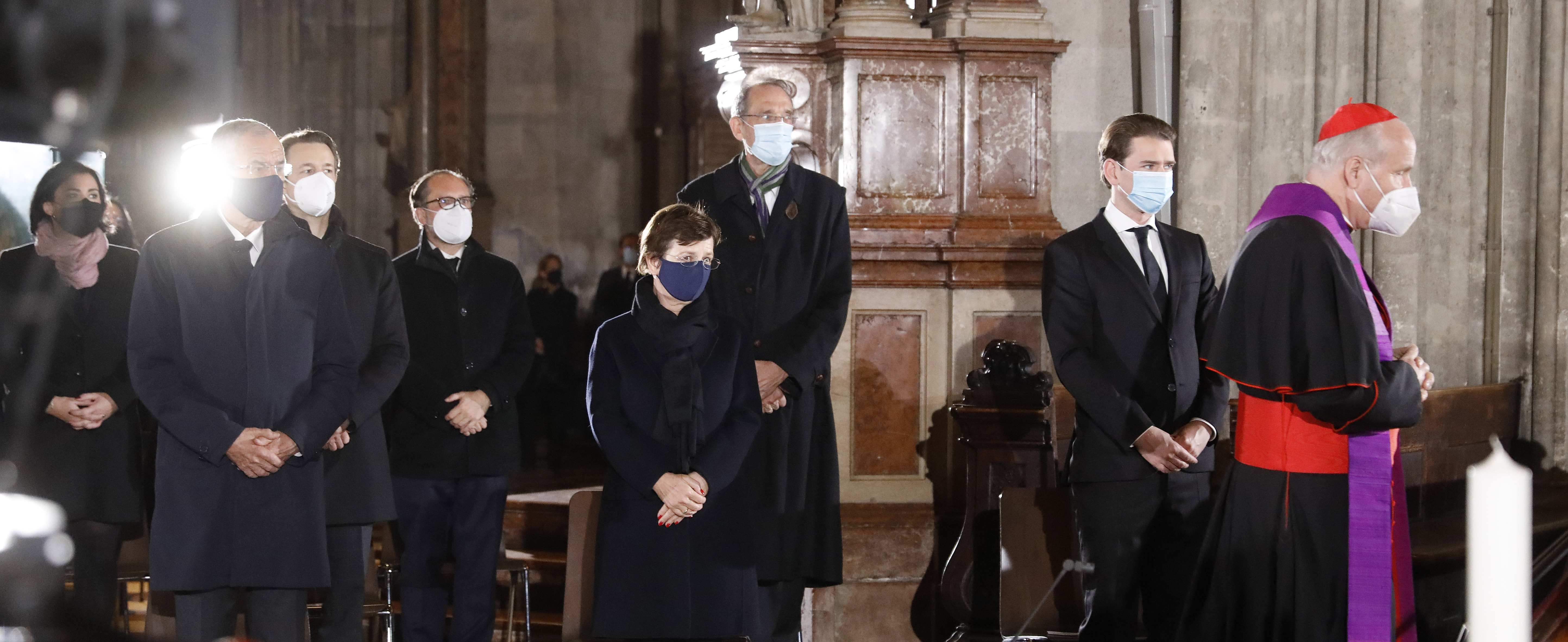
Ökumenisches Gebet im Wiener Stephansdom am 3. November 2020

Die österreichische Bundesregierung setzte nach dem Terroranschlag in Wien eine Video-Sondersitzung an, bei der eine dreitägige Staatstrauer beschlossen wurde. Bis inklusive Donnerstag, dem 5. November 2020, wurden die öffentlichen Gebäude mit Trauerbeflaggung versehen, es werden schwarze Fahnen gehisst und die offiziellen Flaggen auf halbmast gesetzt. Das gilt für Bundesgebäude und auch für Gebäude im Bereich der Landesregierungen.
„Die Republik Österreich war, ist und wird immer eine Nation der Vielfalt, des Dialoges und des Respektes füreinander sein, umso mehr haben die Ereignisse vom 2. November 2020 unser Land schwer erschüttert und betroffen gemacht“, heißt es in dem Regierungsbeschluss. Bundeskanzler Sebastian Kurz, Bundespräsident Alexander Van der Bellen und Nationalratspräsident Wolfgang Sobotka legten an einem der Tatorte in der Wiener Innenstadt am Dienstag Kränze nieder.
Der Unterricht in den Schulen wurde am Mittwoch, 4. November 2020, mit einer Trauerminute begonnen. Zuletzt herrschte in Österreich eine offizielle Staatstrauer nach dem Tod von Bundespräsident Thomas Klestil im Jahr 2004. Sie dauerte damals vier Tage.

### Aussetzung der Schulpflicht in Wien
Da die Fahndung nach dem Terroranschlag die ganze Nacht und am Morgen des 3. November 2020 weiterging, wurde die Schulpflicht von der Bildungsdirektion für Wien in Absprache mit dem Innenministerium für diesen Tag aufgehoben und den Eltern empfohlen, die Kinder, wenn möglich, zu Hause zu lassen. Da der Montag, der Allerseelentag, in ganz Österreich ohnehin schulfrei war, konnten die meisten Wiener Schülerinnen und Schüler die Rückkehr in den Schulbetrieb nach den Herbstferien um einen Tag verschieben. Die Schulen schalteten auf eine Art Notbetrieb um, bei dem die Lehrer und Nachmittagsbetreuer grundsätzlich in die Schulen kamen, aber kein regulärer Unterricht abgehalten werden konnte. Nur Lehrer, die eigenen Betreuungspflichten nachkommen mussten, konnten zu Hause bleiben. Die meisten Schulen in der Innenstadt blieben geschlossen, Kinder aus diesen Schulen wurden, wenn nötig, in anderen Einrichtungen betreut.
Die Schülerinnen und Schüler der Oberstufen an Allgemeinbildenden Schulen und an den Berufsbildenden Höheren Schulen hätten nach den Herbstferien am 3. November 2020 einen „Übergangstag“ abhalten sollen, an dem sie an den Schulen mit ihren Klassenvorständen den Übergang zum Distance Learning während des sogenannten „2. Lockdowns“ hätten besprechen sollen. Diese Besprechungen wurden in Wien um einen Tag verschoben.
Die Universität Wien ließ alle ihre in der Wiener Innenstadt liegenden Gebäude schließen und bat ihre Mitarbeiter, nach Möglichkeit im Homeoffice zu arbeiten. Die Schließung betraf Hauptgebäude am Wiener Universitätsring mit der Universitätsbibliothek sowie das in der Nähe liegende Neue Institutsgebäude (NIG), das Juridicum und die Standorte in der Liebiggasse, der Schenkenstraße, der Kolingasse und dem Oskar-Morgenstern-Platz. Die Lehrveranstaltungen fanden wegen der COVID-19-Pandemie seit Semesterbeginn im Oktober ohnehin meist nur noch digital statt.

### Erklärung und Sondersitzung des Nationalrats
Am 3. November erstellten das 3-köpfige Nationalratspräsidium und die fünf Klubobleute eine „gemeinsame Erklärung des Parlaments“: „Anschlag in Wien: Parlamentsfraktionen stehen gemeinsam in der Ablehnung von Gewalt und Terror.“
Am 5. November 2020, von 9.00 Uhr bis 12.59 Uhr erfolgte eine am Vortag fixierte Sondersitzung (60.) des Nationalrats. Bundes- und Vizekanzler gaben ab 9.15 Uhr Erklärungen ab, die fünf Klubobleute sprachen Pro, Innenminister und Justizministerin sprachen von der Regierungsbank, 19 Abgeordnete sprachen Pro, ein Abgeordneter machte eine „tatsächliche Berichtigung“. In Summe gab es 30 Redebeiträge. Die Erklärung wird bestätigt.
Der unmittelbar daran anschließende Bundesrat hielt um 14.12 Uhr eine Schweigeminute ab.

### Amtshaftungsklage gegen Behörden
Zwei Opfer des Anschlags überlegen, über einen Rechtsanwalt eine Amtshaftungsklage gegen die Republik einzubringen. Ansatzpunkt ist, dass derzeitigen Informationen zufolge es die Polizei unterlassen hat, prompt die Justiz vom Versuch des Munitionskaufs in der Slowakei des vorzeitig Haftentlassenen und späteren Attentäters zu verständigen. Im Juli 2024 entschied der Oberste Gerichtshof, dass eine Amtshaftungsklage grundsätzlich denkbar ist. Ob Ansprüche bestehen muss nun von den unteren Instanzen entschieden werden.

## Ehrungen, Gedenken und Populärkultur

### Ehrung der WEGA-Beamten
Die beiden WEGA-Beamten, die den Täter gestellt und getötet hatten, wurden am 5. November 2020 im Bundeskanzleramt durch Bundeskanzler Sebastian Kurz und Innenminister Karl Nehammer mit der Goldenen Medaille am roten Bande für Verdienste um die Republik Österreich (Lebensrettungsmedaille) geehrt.

### Ehrungen für Zivilcourage
Die Landespolizeidirektion Wien ehrte sechs Personen, die während des Anschlags „ihre Nächstenliebe und Zivilcourage unter Beweis gestellt“ hatten. Dabei stach die Heldentat dreier Männer hervor: Der Palästinenser Osama Joda Abu El Hosna barg den schwer verletzten Polizisten aus dem Schussfeld, leistete Erste Hilfe und brachte ihn mithilfe der beiden türkischstämmigen Österreicher Mikail Özen und Recep Tayyip Gültekin zu einem Rettungswagen. Gültekin wurde dabei durch Splitter am Bein verletzt und musste im Krankenhaus behandelt werden. Für ihren Einsatz bedankte sich unter anderem auch Innenminister Karl Nehammer sowie der türkische Präsident Recep Tayyip Erdoğan. Außerdem ausgezeichnet wurden ein Gastronom, der sein Lokal versperrte und alle darin befindlichen Personen in Sicherheit brachte, sowie jemand, der seinen angeschossenen Freund aus dem Schussfeld rettete. Ein Augenzeuge, der durch Filmaufnahmen maßgeblich zur Tatrekonstruktion beitrug, wurde ebenfalls ausgezeichnet.

### Social Media
Aufgrund eines Amateurvideos, in dem der Terrorist während seiner Tat von einem Anrainer auf Wienerisch beschimpft wird, hat sich in den sozialen Medien, um dem Täter durch die Nennung seines echten Namens nicht noch mehr Bekanntheit zu verschaffen, „Oaschloch“ als Synonym für den Täter sowie das Hashtag #schleichdiduoaschloch etabliert. Dieser Spruch wurde dann auch zum Österreichischen Spruch des Jahres 2020 gewählt.

### Digitales Kondolenzbuch für die Opfer und deren Hinterbliebenen
Am 4. November 2020 ging ein digitales Kondolenzbuch online, gehostet vom österreichischen Bundeskanzleramt.

### Gedenkstein

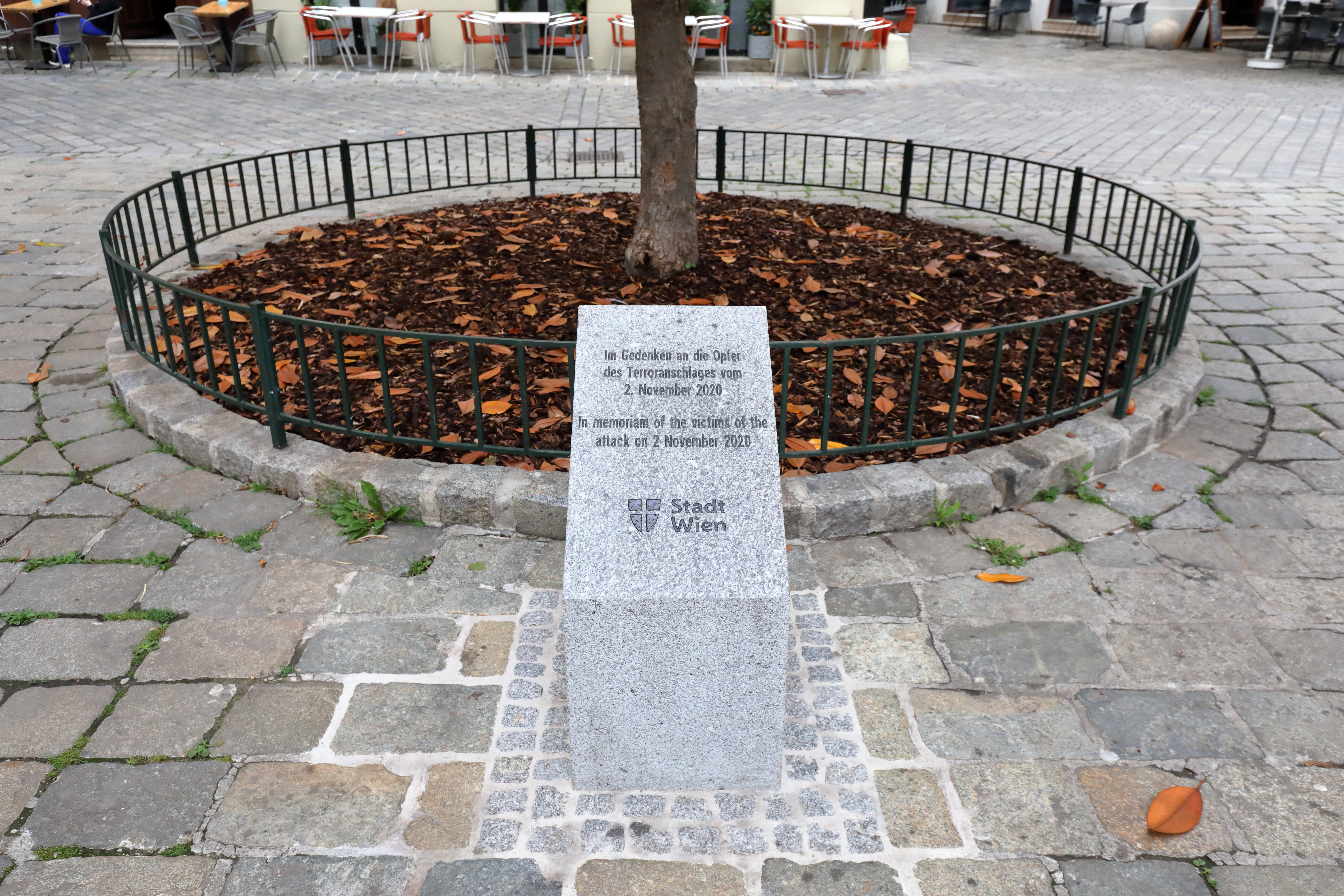
Gedenkstein am Desider-Friedmann-Platz

Am 23. Februar 2021 enthüllte der Wiener Bürgermeister einen Gedenkstein aus Hartberger Granit am Desider-Friedmann-Platz.

## Andere Terroranschläge
Der Präsident des deutschen Verfassungsschutzes Thomas Haldenwang sah nach mehreren islamistisch motivierten Terroranschlägen innerhalb kurzer Zeit eine unverändert hohe Gefährdungssituation durch islamistischen Terrorismus, insbesondere das Risiko von Nachahmungstaten. Jüngster Anlass für Aufruhr in der islamistischen Szene sei die Diskussion um die Mohammed-Karikaturen gewesen. In den Wochen vor dem Anschlag gab es in Frankreich zwei islamistische Anschläge, den Mord an Samuel Paty am 16. Oktober und den Anschlag in Nizza 2020 am 29. Oktober. Ein direkter Zusammenhang mit diesen Anschlägen ist jedoch nicht bekannt.

## Video-Dokumentation
- Neun Minuten – Ein Jahr danach. In: Der Standard, 30. Oktober 2021 (66 Min.; YouTube).